# اوک‌تری
اوک‌تری (انگلیسی: Oaktree) شرکت سرمایه‌گذاری آمریکایی است که در سال ۱۹۹۵ توسط هوارد مارکس، استیون کاپلان و بروس کارش تأسیس شد.